# Kecamatan Kademangan (distrikt i Indonesien, lat -8,19, long 112,11)
Kecamatan Kademangan är ett distrikt i Indonesien.   Det ligger i provinsen Jawa Timur, i den västra delen av landet, 600 km öster om huvudstaden Jakarta.